# Tarachodes
Tarachodes är ett släkte av bönsyrsor. Tarachodes ingår i familjen Tarachodidae.

## Dottertaxa tillTarachodes, i alfabetisk ordning[1]
- Tarachodes abyssinicus
- Tarachodes aestuans
- Tarachodes afzelii
- Tarachodes alluaudi
- Tarachodes arabicus
- Tarachodes basinotatus
- Tarachodes beieri
- Tarachodes betakarschi
- Tarachodes bicornis
- Tarachodes bispinosus
- Tarachodes brevipennis
- Tarachodes chopardi
- Tarachodes circulifer
- Tarachodes circuliferoides
- Tarachodes davidi
- Tarachodes dissimulator
- Tarachodes dives
- Tarachodes feae
- Tarachodes fraterculus
- Tarachodes fuscipennis
- Tarachodes gerstaeckeri
- Tarachodes gibber
- Tarachodes gigas
- Tarachodes gilvus
- Tarachodes griseus
- Tarachodes haedus
- Tarachodes insidiator
- Tarachodes karschi
- Tarachodes lucubrans
- Tarachodes maculisternum
- Tarachodes maurus
- Tarachodes minor
- Tarachodes modesta
- Tarachodes monstrosus
- Tarachodes namibiensis
- Tarachodes natalensis
- Tarachodes nubifer
- Tarachodes nyassanus
- Tarachodes obscuripennis
- Tarachodes obtusiceps
- Tarachodes okahandyanus
- Tarachodes oxynotus
- Tarachodes perloides
- Tarachodes pilosipes
- Tarachodes pujoli
- Tarachodes rhodesicus
- Tarachodes robustus
- Tarachodes rotundiceps
- Tarachodes sanctus
- Tarachodes saussurei
- Tarachodes schulthessi
- Tarachodes severini
- Tarachodes similis
- Tarachodes sjostedti
- Tarachodes smithi
- Tarachodes taboranus
- Tarachodes tananus
- Tarachodes taramassi
- Tarachodes ugandensis
- Tarachodes usambaricus
- Tarachodes werneri
- Tarachodes vitreus